# Лахчайда
Лахчайда — село в Гунибском районе Дагестана. Входит в состав сельского поселения Сельсовет Тлогобский.

## География
Расположено в 11 км к северо-западу от районного центра с. Гуниб, на р. Кудиябор.

## Население
| 1926 | 1970 | 1989 | 2002 | 2010 | 2021 |
| ---- | ---- | ---- | ---- | ---- | ---- |
| 32   | ↘26  | ↗52  | ↘42  | ↗44  | ↗52  |